# I Used to Think I Could Fly
I Used to Think I Could Fly – debiutancki album studyjny kanadyjskiej piosenkarki i tancerki Tate McRae, wydany 27 maja 2022 roku nakładem RCA Records. Poprzedziły go single „Feel Like Shit”, „She’s All I Wanna Be”, „Chaotic” i „What Would You Do?”. McRae wyruszyła w trasę koncertową promującą album w czerwcu 2022 roku. Album spotkał się z pozytywnymi recenzjami krytyków muzycznych i odniósł komercyjny sukces, wchodząc do pierwszej dziesiątki w różnych krajach, a także debiutując na trzynastym miejscu na liście Billboard 200 w USA.

## Tło
McRae powiedziała NME w 2021 r., że analizowała „struktury” albumów takich jak Blonde (2016) Franka Oceana, When We All Fall Asleep, Where Do We Go? (2019) Billie Eilish i After Hours zespołu The Weeknd (2020) jako możliwe inspiracje dla struktury jej nadchodzącego albumu. Wyjaśniła People w lutym 2022 r., że wiele jej piosenek to „tylko [jej] wpisy do pamiętnika” i że kiedy ma „brzydkie uczucia”, to je zapisuje.
McRae ogłosiła, że sfinalizowała listę utworów na album i przesłała ją do swojej wytwórni 8 marca 2022 r., a tytuł i okładkę ujawniła 1 kwietnia 2022 r. Po tym, jak album pierwotnie miał zawierać 12 utworów, McRae potwierdziła uwzględnienie utworu „What’s Your Problem?” gdy 11 kwietnia 2022 r. ogłoszono oficjalną listę utworów, co zwiększyło łączną liczbę utworów do 13.

## Krytyczne przyjęcie
I Used to Think I Could Fly otrzymało generalnie pozytywne recenzje od krytyków, chwalących produkcję, treść liryczną, wokal McRae i dojrzałość treści. W serwisie Metacritic, który przypisuje znormalizowaną ocenę na 100 do recenzji od krytyków głównego nurtu, album ma średnią ocenę 75 na podstawie 9 recenzji, co oznacza „generalnie pozytywne recenzje”.
Ims Taylor z DIY napisał, że McRae „wyciąga wszystkie emocjonalne stopery” na albumie, nazywając ją „powierzającą nam swoje najgłębsze uczucia [...] pocieszająco uniwersalną”. Taylor dodatkowo pochwalił „bujny” wokal McRae i stwierdził, że jej „arsenał ostrych popowych broni jest rozległy i może być fachowo używany, kiedy tylko zechce”. John Amen napisał w The Line of Best Fit, że „podczas gdy poprzednie występy McRae mogły być bardziej złożone, jej nowe piosenki są bardziej dostępne”. Kontynuował, podsumowując: „Nowy album jest w istocie pierwszym ważnym krokiem McRae w tworzeniu odrębnej popowej obecności”. Pisząc dla The Independent, Roisin O’Connor stwierdziła, że na albumie jest „mnóstwo niepokoju”, stwierdzając, że McRae „wymienia dźwięki R&B i pop punk, które były powszechne w latach dwutysięcznych”, jednocześnie „emulując uderzające prawdy liryczne swoich rówieśników z pokolenia Z, Billie Eilish i Olivii Rodrigo”. O’Connor uważa, że McRae „śpiewa, jakby się rozpadała, ale jakość albumu sugeruje, że ma się dobrze”.